# Olšany (district de Šumperk)
Pour les articles homonymes, voir Olšany.
Olšany (en allemand : Olleschau) est une commune du district de Šumperk, dans la région d'Olomouc, en Tchéquie. Sa population s'élevait à 1 036 habitants en 2023.

## Géographie
Olšany est arrosée par la Morava et se trouve à 9 km à l'ouest-sud-ouest de Šumperk, à 51 km au nord-est d'Olomouc et à 174 km à l'est de Prague.
La commune est limitée par Bušín au nord, par Ruda nad Moravou et Bohutín à l'est, par Chromeč au sud-est, par Vyšehoří et Zborov au sud, et par Horní Studénky à l'ouest.

## Histoire
La première mention écrite de la localité date de 1349.

## Administration
La commune se compose de deux sections :
- Olšany
- Klášterec

## Galerie

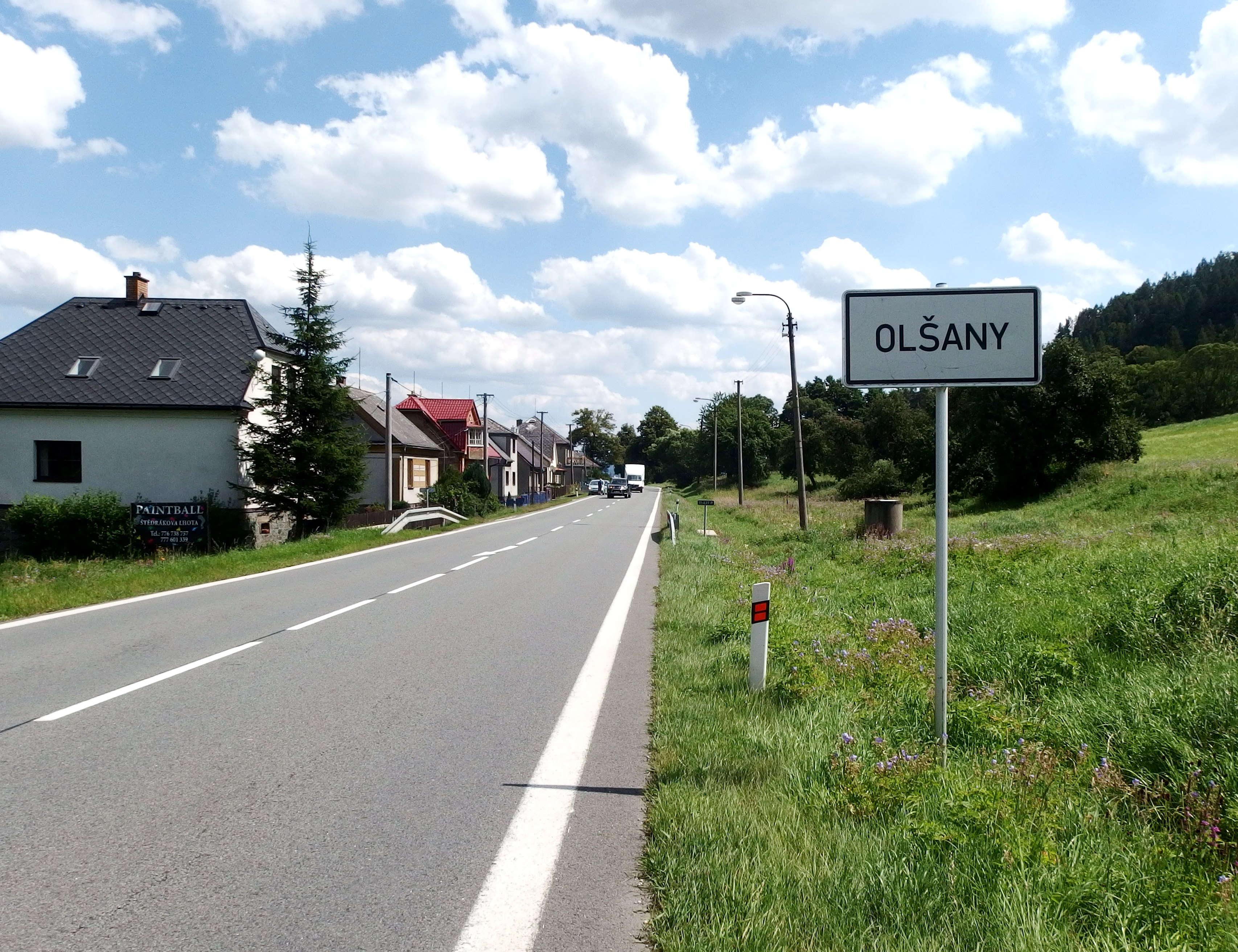
Olšany : rue principale.
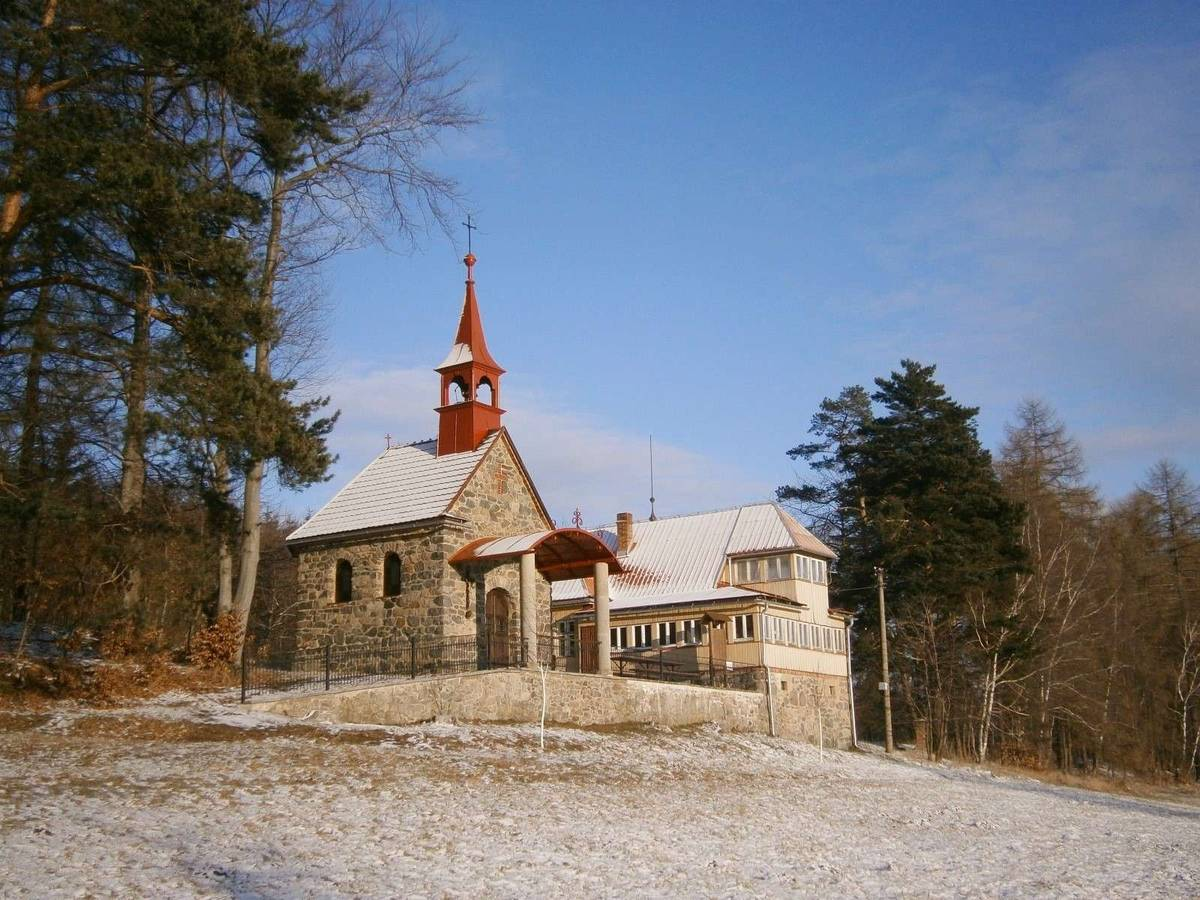
Chapelle à Olšany.

## Transports
Par la route, Olšany se trouve à 12 km de Šumperk, à 57 km d'Olomouc et à 220 km de Prague.